# Elthusa nanoides
Elthusa nanoides är en kräftdjursart som först beskrevs av Stebbing 1905.  Elthusa nanoides ingår i släktet Elthusa och familjen Cymothoidae.
Artens utbredningsområde är Suezviken. Inga underarter finns listade i Catalogue of Life.